# Stephan Baeck
Stephan Baeck (nacido el 12 de abril de 1965 en Colonia, Alemania)  es un exjugador de baloncesto alemán. Con 1,95 m de estatura, jugaba en la posición de escolta.

## Equipos
- 1985-1990 BSC Saturn Colonia
- 1990-1992 Bayer Leverkusen
- 1992-1996 ALBA Berlín
- 1996-1997 PAOK Salónica BC
- 1997-1998  Hertener Löwen
- 1998-1999  Brandt Hagen
- 1999-2000 ALBA Berlín

## Palmarés
- Liga de Alemania: 5

Alba Berlín: 1986-87, 1987-88
Bayer Leverkusen: 1990-91, 1991-92
Alba Berlín: 1999-00
- Copa de Alemania: 1

Bayer Leverkusen: 1991
- Copa Korać: 1

Alba Berlín: 1994-95